# قائمة الخلجان
الخليج في الجغرافيا هو ذراع من المحيط أو البحر. وهو مسطح مائي محاط باليابسة من ثلاث جهات.

## القائمة
- خليج عدن، يقع قبالة الركن الجنوبي الغربي لشبه الجزيرة العربية
- خليج ألاسكا في المحيط الهادئ جنوب ولاية ألاسكا.
- خليج أمبراكيكوس
- خليج أموندسن في المحيط المتجمد الشمالي شمالي غربي كندا.
- خليج العقبة يقع عند الطرف الشمالي ولاية البحر الأحمر.
- خليج أرغوليك.
- خليج البحرين، جزء من الخليج العربي
- خليج بوثنيه، جزء من بحر البلطيق بين السويد وفنلندا
- خليج قادش، جزء من المحيط الأطلسي مقبالة الحدود الجنوبية لإسبانيا والبرتغال.
- خليج كاليفورنيا، في المحيط الهادي، شمالي غربي المكسيك.
- خليج كاربنتاريا خليج كبير يقع قبالة شمالي أستراليا.
- خليج كازونز، خليج كبير جنوبي كوبا
- خليج كورينث، يمتد من البحر الأبيض المتوسط نحو اليونان.
- خليج كوريفريكان في اسكتلندا
- خليج دافاو في الفلبين
- خليج إكسماوث
- خليج الفارالونز، غرباً من بداية خليج سان فرانسيسكو وخليج دراكيس حتى جزر فارالون.
- خليج فنلندا، بين الساحل الجنوبي لفنلندا والساحل الشمالي لإستونيا في بحر البلطيق. يؤدي إلى ميناء سانت بطرسبرغ في روسيا.
- خليج فونسيكا.
- خليج قابس.
- خليج جنوة داخل البحر الليغوري على الساحل الشمالي الشرقي لإيطاليا
- خليج غينيا، في المحيط الهاديء قبالة سواحل أفريقيا الاستوائية.
- خليج الحمامات
- خليح هاوراكي، جزء من المحيط الهادئ بين منطقة أوكلاند وشبه جزيرة كورومانديل في الجزيرة الشمالية (نيوزيلندا) في نيوزيلندا.
- خليج إزمير، يقع في بحر إيجة بين تركيا واليونان. كان يعرف رسمياً باسم خليج سميرنا.
- خليج كمبات، يقع في بحر العرب، يعرف رسمياً باسم خليج كامباي.
- خليج كوشاداس
- خليج كوتش يقع في بحر العرب.
- خليج لنغاين، قبالة غرب لوزون، في الفلبين، في بحر الصين الجنوبي.
- خليج الأسد، خليج على ساحل البحر الأبيض المتوسط بين لانغويدوك-روسيلون وبروفنس في فرنسا.
- خليج مين، قبالة ولايات نيوهامبشير مين، ماساتشوستس في الولايات المتحدة، والمقاطعات الكندية نيو برونزويك ونوفا سكوتشا، في المحيط الأطلسي.
- خليج ماليان، يقع غرب بحر إيجة، ويشكل جزءاً من الشريط الساحلي لمنطقة فثيوتيس اليونانية.
- خليج منار، بين الهند وسريلانكا.
- خليج المكسيك، بين المكسيك والولايات المتحدة وكوبا
- خليج موربيهان، ميناء طبيعي على ساحل Département of Morbihan جنوب بريتاني.
- خليج نيكويا، في كوستاريكا بمنطقة أمريكا الوسطى.
- خليج أوديسا
- خليج عمان، بين جنوب شرقي شبه الجزيرة العربية وإيران وباكستان وبحر العرب.
- خليج أوريستانو، بالقرب من أوريستانو على الساحل الغربي لسردينيا.
- خليج بنما، في المحيط الأطلسي جنوب بنما.
- الخليج العربي، بين إيران وشبه الجزيرة العربية.
- خليج ريغا في بحر البلطيق.
- خليج روسيس، أقصى خليج شمالاً، على الساحل الكاتالوني.
- خليج سانت لورنس، أكبر مصبّ في العالم وهو منفذ نهر سانت لورانس إلى المحيط الأطلسي.
- خليج سانت فنسنت، تفصله شبه جزيرة يوركي عن خليج سبنسر.
- خليج سرت، يقع شمال ليبيا في البحر الأبيض المتوسط.
- خليج سبنسر، بالقرب من بورت لينكولن، جنوب أستراليا
- خليج السويس في نهاية  محافظة البحر الأحمر، ويقود إلى قناة السويس
- خليج تايلاند يقع جنوب تايلاند في المحيط الهندي.
- خليج تونكين يقع إلى الشرق من شمال فيتنام في المحيط الهادئ.
- خليج تونس في البحر الأبيض المتوسط، قبالة سواحل مدينة تونس.